# Демкина (приток Сямовского Полоя)
Демкина — река в России, течёт по территории Красноборского района Архангельской области. Устье реки находится в 5 км по правому берегу протоки Сямовский Полой, в верхнем течении Северной Двины. Длина реки составляет 15 км.

## Данные водного реестра
По данным государственного водного реестра России относится к Двинско-Печорскому бассейновому округу, водохозяйственный участок реки — Северная Двина от впадения реки Вычегда до впадения реки Вага, речной подбассейн реки — Северная Двина ниже места слияния Вычегды и Малой Северной Двины. Речной бассейн реки — Северная Двина.
Код объекта в государственном водном реестре — 03020300112103000026459.